# Trochalopteron milnei
Trochalopteron milnei é uma espécie de ave da família Leiothrichidae.
Pode ser encontrada nos seguintes países: China, Laos, Myanmar, Tailândia e Vietname.